# Sixteen Tons (Ten Songs)
Sixteen Tons (Ten Songs) är ett liveinspelat album av Eels, inspelat från konserter under år 2003. Albumet släpptes den 10 maj 2005 och såldes endast under turnéer i Europa och USA samt på bandets webbplats.

## Låtlista
1. "I'm a Loser" - 2:40
2. "Packing Blankets" - 2:02
3. "Saturday Morning" - 2:47
4. "Lone Wolf" - 3:25
5. "Numbered Days" - 3:37
6. "Last Stop: This Town" - 3:00
7. "Rock Hard Times" - 3:43
8. "Sixteen Tons" - 2:55
9. "Grace Kelly Blues" - 2:41
10. "My Beloved Monster" - 5:13